# 517
Cette page concerne l'année 517  du calendrier julien. Pour l'année 517 av. J.-C., voir 517 av. J.-C. Pour le nombre 517, voir 517 (nombre).
L'année 517 est une année commune qui commence un dimanche.

## Événements
- 15 février : le pape Hormisdas mentionne dans une lettre à Avit de Vienne que les évêques de Dardanie et d'Illyrie ont demandé leur rattachement à Rome[1].
- 3 avril : départ d'une nouvelle légation du pape Hormisdas à Constantinople auprès de l'empereur Anastase, dirigée Ennode de Pavie pour tenter de réconcilier les Églises d'Orient et d'Occident. L'empereur refuse toujours de condamner Acace[2].
- 6 septembre : concile d'Épaone réunissant les évêques du royaume burgonde à l'initiative d'Avit de Vienne[3].

- Invasions bulgares en Macédoine, Thessalie et Épire ancienne[1].

## Naissances en 517
Pas de naissance connue.

## Décès en 517
- Dioscore II, patriarche d'Alexandrie.